# スヴィレングラード駅
スヴィレングラード駅（スヴィレングラードえき、ブルガリア語:Гара Свиленград）はブルガリアハスコヴォ州スヴィレングラード基礎自治体スヴィレングラードにあるブルガリア国鉄（БДЖ）の駅。
トルコとギリシャの国境に近い駅。ブルガリア国内からは1号線、トルコからはペフリヴァンキョイ-スヴィレングラード線、ギリシャからはアレクサンドルーポリ-スヴィレングラード線の路線が交わる接続点になっている。

## 隣の駅
ブルガリア国鉄
イスタンブール-ソフィアエクスプレス、ボスポラスエクスプレス
 カプクレ駅 - スヴィレングラード駅 - リュビメツ駅
ディミトロヴグラト-スヴィレングラード地域間鉄道
リュビメツ駅 - スヴィレングラード駅